# Hepatopatia
Denomina-se como hepatopatia doenças do fígado. De modo geral, o termo hepatopatia ou hepatopatia crônica são usados como sinônimos para descrever a presença de doença crônica do fígado, independente da etiologia, com grau leve a moderado de fibrose, não chegando a estágio de cirrose.

## Causas
As principais doenças do fígado que podem levar a hepatopatia crônica e progredir para hepatopatia são:
- Hepatite autoimune
- Lesão hepática induzida por drogas ou toxinas
- Lesão hepática induzida pelo álcool
- Hepatites virais B, C e D
- Doenças metabólicas
  - Deficiência de alfa-1-antitripsina
  - Doença de Wilson
  - Hemocromatose
- Distúrbios vasculares
  - Insuficiência cardíaca direita crônica
  - Síndrome de Budd-Chiari
- Cirrose biliar
  - Cirrose biliar primária
  - Cirrose biliar secundária a obstrução crônica
  - Colangite esclerosante primária
- Atresia biliar
- Insuficiência congênita de ductos intra-hepáticos (Síndrome de Alagille)
- Cirrose criptogênica (causa desconhecida)